# Jürg Fleischer

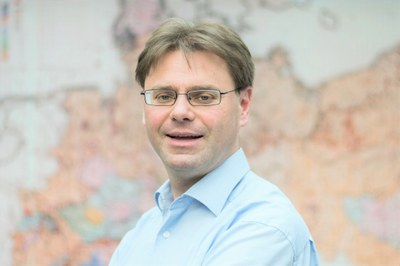
Jürg Fleischer

Jürg Daniel Fleischer (* 23. Dezember 1974 in Winterthur) ist ein Schweizer Sprachwissenschafter und Professor an der Humboldt-Universität zu Berlin (zuvor an der Philipps-Universität Marburg). Seine Forschungsschwerpunkte sind deutsche Dialektologie, deutsche Sprachgeschichte und Jiddisch.

## Werdegang
Fleischer studierte an der Universität Zürich Germanistik, russische Linguistik und Allgemeine Sprachwissenschaft. Während und nach dem Studium arbeitete er als Assistent am Schweizerischen Idiotikon und am Phonogrammarchiv der Universität Zürich. Seine Promotion erfolgte 2001 bei Elvira Glaser mit einer Arbeit zur deutschen Dialektsyntax.
Nach Gastaufenthalten unter anderem an der New Yorker Columbia University (2003/2004) und an der Humboldt-Universität zu Berlin (2004–2007) wurde Fleischer 2007 an die Philipps-Universität in Marburg berufen, wo er als Professor für Sprachgeschichte wirkte. Im Oktober 2022 ist er als Professor für Geschichte der deutschen Sprache am Institut für deutsche Sprache und Linguistik an die Humboldt-Universität zurückgekehrt.
Von 2010 bis 2022 war er überdies Mitglied des Forschungszentrums Deutscher Sprachatlas, und seit 2017 ist er Vorstandsmitglied des Vereins, der das Schweizerische Idiotikon herausgibt.

## Forschung
Fleischers wissenschaftliche Interessen sind die Geschichte der deutschen Sprache (ab dem Althochdeutschen), Sprachtypologie, Dialektologie (besonders des Alemannischen und des Hessischen) und jiddische Sprachwissenschaft.
Für sein Buch Westjiddisch in der Schweiz und in Südwestdeutschland erhielt Fleischer 2005 den Hugo-Moser-Preis. In dieser Publikation werden die Tonaufnahmen, die es für das Westjiddische im aargauischen Surbtal und im südbadischen Hegau gibt, transkribiert, übersetzt und erläutert. Eine umfangreiche Einleitung präsentiert die bis etwa in die Mitte des 20. Jahrhunderts erhaltenen dialektologischen und soziolinguistischen Verhältnisse und fasst die Forschungsgeschichte zusammen. Ebenfalls dem Westjiddischen gewidmet war das Projekt «Westjiddisch im langen 19. Jahrhundert».
Ein abgeschlossenes, von Fleischer mitverantwortetes Projekt ist «SyHD: Syntax hessischer Dialekte», das sich mit der Analyse der syntaktischen Strukturen der Dialekte in Hessen beschäftigt. Die Ergebnisse werden online präsentiert und richten sich sowohl an Fachleute wie an interessierte Laien. Es handelt sich dabei um das erste abgeschlossene Forschungsprojekt im Bereich der deutschen Dialektsyntax.
Fleischers aktuelles Projekt «Morphosyntaktische Auswertung von Wenkersätzen» wird von einem Opus-magnum-Stipendium der Volkswagenstiftung unterstützt. Dabei geht es um die Auswertung der von Georg Wenker für die Erarbeitung des «Deutschen Sprachatlasses» zusammengestellten und während mehrerer Jahrzehnte erhobenen vierzig Mustersätze nach syntaktischen Fragestellungen. Von Wenker und seinen Mitarbeitern waren diese im späten 19. und frühen 20. Jahrhundert lediglich in lautlicher, morphologischer und lexikalischer Hinsicht ausgeschöpft worden. Das Projekt ermöglicht somit eine erstmalige Gesamtübersicht syntaktischer Phänomene in den Dialekten des gesamten deutschen Sprachgebiets.

## Publikationen (Auswahl)
Monographien
- Die Syntax von Pronominaladverbien in den Dialekten des Deutschen. Eine Untersuchung zu Preposition Stranding und verwandten Phänomenen (= Zeitschrift für Dialektologie und Linguistik. Beiheft 123). Wiesbaden/Stuttgart 2002 (= Diss. Univ. Zürich 2001).
- (zusammen mit Thomas Gadmer:) Schweizer Aufnahmen (deutsch) (= Sound Documents from the Phonogrammarchiv of the Austrian Academy of Sciences. The Complete Historical Collections 1899–1950. 6/1, 6/2). Wien 2002.
- Westjiddisch in der Schweiz und Südwestdeutschland. Tonaufnahmen und Texte zum Surbtaler und Hegauer Jiddisch (= Beihefte zum Language and Culture Atlas of Ashkenazic Jewry. 4). Tübingen 2005.
- (zusammen mit Oliver Schallert:) Historische Syntax des Deutschen. Eine Einführung (= Narr Studienbücher). Tübingen 2011.
- Geschichte, Anlage und Durchführung der Fragebogen-Erhebungen von Georg Wenkers 20 Sätzen. Dokumentation, Entdeckungen und Neubewertungen (= Deutsche Dialektgeographie. Band 123). Olms, Hildesheim / Zürich / New York 2017.

Aufsätze
- A typology of relative clauses in German dialects. In: Bernd Kortmann (Hrsg.): Dialectology meets typology (= Trends in Linguistics Studies and Monographs, 153). Berlin/New York 2004, S. 211–243.
- Zur Abfolge akkusativischer und dativischer Personalpronomen im Althochdeutschen und Altniederdeutschen (8./9. Jahrhundert). In: Franz Simmler in Zusammenarbeit mit Claudia Wich-Reif und Yvon Desportes (Hrsg.): Syntax. Althochdeutsch – Mittelhochdeutsch: eine Gegenüberstellung von Metrik und Prosa (= Berliner Sprachwissenschaftliche Studien. 7). Berlin 2005, S. 9–48.
- Zur Methodologie althochdeutscher Syntaxforschung. In: Beiträge zur Geschichte der deutschen Sprache und Literatur 128 (2006), S. 25–69.
- Das prädikative Adjektiv und Partizip im Althochdeutschen und Altniederdeutschen. In: Sprachwissenschaft 32 (2007), S. 279–348.
- Dative and indirect object in German dialects. Evidence from relative clauses. In: Daniel Hole, André Meinunger und Werner Abraham (Hrsg.): Datives and Other Cases: between Argument Structure and Event Structure (= Studies in Language Companion Series. 75). Amsterdam 2006, S. 213–238.
- (zusammen mit Stephan Schmid:) Illustrations of the IPA: Zurich German. In: Journal of the International Phonetic Association 36 (2006), S. 243–253, doi:10.1017/S0025100306002441.
- Zur Herkunft des flektierten prädikativen Adjektivs im Höchstalemannischen. In: Zeitschrift für Dialektologie und Linguistik 74 (2007), S. 196–240.
- Zur topikalisierenden Infinitivverdoppelung in deutschen Dialekten: Trinken trinkt er nich, aber rauchen raucht er (mit einem Exkurs zum Jiddischen). In: Peter Ernst und Franz Patocka (Hrsg.): Dialektgeographie der Zukunft. Akten des 2. Kongresses der Internationalen Gesellschaft für Dialektologie des Deutschen (IGDD) am Institut für Germanistik der Universität Wien, 20. bis 23. September 2006 (= Zeitschrift für Dialektologie und Linguistik. Beiheft 135). Wiesbaden/Stuttgart 2008, S. 243–268.
- (zusammen mit Lea Schäfer:) Der Kasus nach Präposition in westjiddischen Quellen des (langen) 19. Jahrhunderts. In: Marion Aptroot, Efrat Gal-Ed, Roland Gruschka und Simon Neuberg (Hrsg.): Leket: yidishe shtudyes haynt / Jiddistik heute / Yiddish Studies Today (= yidish: oysgabes un forshung / Jiddistik: Edition & Forschung / Yiddish: Editions and Research. 1). Düsseldorf 2012, S. 415–436.
- (zusammen mit Alexandra N. Lenz und Helmut Weiß:) Syntax hessischer Dialekte (SyHD). In: Roland Kehrein, Alfred Lameli und Stefan Rabanus (Hrsg.): Regionale Variation des Deutschen. Projekte und Perspektiven. Berlin/Boston 2015, S. 261–287.

Herausgeberschaft
- (zusammen mit Thomas Gadmer:) Enregistrements Suisses / Ricordi sonori Svizzeri / Registraziuns Svizras (français, italiano, rumantsch) (= Sound Documents from the Phonogrammarchiv of the Austrian Academy of Sciences. The Complete Historical Collections 1899–1950. 6/3). Wien 2002.
- (zusammen mit Andreas Dufter und Guido Seiler:) Describing and Modeling Variation in Grammar (= Trends in Linguistics Studies and Monographs. 204). Berlin / New York 2009.
- (zusammen mit Horst J. Simon:) Sprachwandelvergleich – Comparing Diachronies (= Linguistische Arbeiten. 550). Berlin/Boston 2013.
- (zusammen mit Elisabeth Rieken und Paul Widmer:) Agreement from a diachronic perspective (= Trends in Linguistics Studies and Monographs. 287). Berlin 2015.
- Historische Syntax. Themenheft der Zeitschrift für Germanistische Linguistik (= Zeitschrift für Germanistische Linguistik. 43). Berlin/Boston 2015, S. 377–563.